# 阿爾貝里希冰川
77°36′S 161°36′E / 77.600°S 161.600°E
阿爾貝里希冰川是南極洲的冰川，位於維多利亞地的斯科特海岸，處於阿斯加德山脈的賽克斯冰川東面，由新西蘭南極名稱委員會命名。